# 양치승
양치승(梁致勝)(1974년 9월 12일 ~ )은 대한민국의 헬스 트레이너, 방송인이다. 본관은 제주양씨(南原 梁氏).

## 방송
- 2015년 SBS 파워FM 《두시탈출 컬투쇼》
- 2016년 JTBC2 《연예반장》
- 2017년 MBC 《나 혼자 산다》
- 2018년 MBC 《라디오 스타》
- 2018년 MBC 《복면가왕》
- 2018년 tvN 《어쩌다 행동과학연구소》
- 2018년 옥수수 드라마 《나는 길에서 연예인을 주웠다》 - 특별출연
- 2018년 SBS Plus 《걷는 재미에 빠지다! 두발라이프》
- 2019년 EBS 《안전캠페인 운동편》
- 2019년 JTBC 《SKY 머슬》
- 2019년 ~ 2021년 KBS2 《사장님 귀는 당나귀 귀》
- 2020년 KBS2 《TV는 사랑을 싣고》
- 2021년 TV조선 《결혼작사 이혼작곡》 - 강준 역 (특별출연)
- 2021년 KBS1 《아침마당》
- 2021년 KBS1 《신장개업 운동맛집》
- 2021년 KBS2 《신사와 아가씨》 - 집 보러 온 남자 역 (특별출연)
- 2021년 채널A 《오은영의 금쪽상담소》 9회
- 2021년 TV조선 《부캐전성시대》- MC 양치
- 2022년 MBC 《생방송 행복드림 로또 6/45》- 1023회 게스트
- 2022년 KBS2 《현재는 아름다워》 - 헬스장 건물주 역 (특별출연)
- 2022년 MBC 《라디오 스타》

## 영화
- 2021년 《턴: 더 스트릿》 - 최정우 대표 역

## 수상 목록
- 2019년 KBS 연예대상 핫이슈 예능인상
- 2020년 KBS 연예대상 리얼리티부문 베스트 엔터테이너상